# کنیدیان (اکلاهما)
کنیدیان(به انگلیسی: Canadian) شهری در ایالت اکلاهما کشور ایالات متحده آمریکا است که جمعیت آن در سرشماری سال ۲۰۱۰ میلادی، ۲۲۰ نفر بوده‌است.